# Askorbat ferireduktaza (transmembranska)
Askorbat ferireduktaza (transmembranska) (EC 1.16.5.1, citohrom b561 (nespecifična)) je enzim sa sistematskim imenom Fe(III):askorbatna oksidorektuktaza (translokacija elektrona). Ovaj enzim katalizuje sledeću hemijsku reakciju
askorbat [strana 1] + Fe(III) [strana 2] {\displaystyle \rightleftharpoons } monodehidroaskorbat [strana 1] + Fe(II) [strana 2]
Ovaj dihemni citohrom transportuje elektrone kroz membrane, kao što je spoljašnja membrana enterocita.

## Literatura
- Nicholas C. Price; Lewis Stevens (1999). Fundamentals of Enzymology: The Cell and Molecular Biology of Catalytic Proteins (Third изд.). USA: Oxford University Press. ISBN 019850229X.
- Eric J. Toone (2006). Advances in Enzymology and Related Areas of Molecular Biology, Protein Evolution (Volume 75 изд.). Wiley-Interscience. ISBN 0471205036.
- Branden C; Tooze J. Introduction to Protein Structure. New York, NY: Garland Publishing. ISBN 0-8153-2305-0.
- Irwin H. Segel. Enzyme Kinetics: Behavior and Analysis of Rapid Equilibrium and Steady-State Enzyme Systems (Book 44 изд.). Wiley Classics Library. ISBN 0471303097.
- William P. Jencks (1987). Catalysis in Chemistry and Enzymology. Dover Publications. ISBN 0486654605.

## Spoljašnje veze
- Ascorbate+ferrireductase+(transmembrane) на 